# Râul Chepeț
Râul Chepeț sau Râul Căpeni este un afluent al râului Olt. 
1. ↑  Geographic Names Server, 11 iunie 2018